# Йоган Бартольд Йонкінд
Йонкінд Йоган Бартольд (нід. Johan Barthold Jongkind; 3 червня 1819, Латроп, неподалік Роттердама — 9 лютого 1891, Ізер, Франція) — голландський художник пейзажист, попередник імпресіонізму як художньої системи, майстер офорту XIX століття.

## Життєпис
Походив із забезпеченої родини, батько збирав податки. Родина мешкала неподалік від кордонів Німеччини.
Художнє навчання опанував в місті Гаага. 1846 року перебрався в Париж, мешкав на Монмартрі, працював в майстерні Ежена Ізабе, а потім у Франса-Едуара Піко. Через два роки він отримав право виставляти власні твори в Паризькому Салоні. Молодого художника помітили, про нього прихильно відгукнулися Шарль Бодлер та письменник Еміль Золя. Реалістичні настанови французького мистецтва він розділяв, тому до нього прихильно ставились французькі митці, серед яких Каміль Коро.
Йонкінд почав страждати на депресію, що згодом погіршилося і перейшло в пияцтво. 1855 року він покинув Париж і майже п'ять років перебував в місті Роттердам. На прижиттєвих фото — поставав похмурий художник з непривітним обличчям. 1861 року він повернувся в Париж, де орендував художню студію на рю де Шеврез в Монпарнасі. До цього періоду належать твори зі швидкою, майже ескізною манерою, котрі пізніше розцінили як предімпресіоністичні. Створював пейзажі. Йонкінд робив серії пейзажів, цим зацікавив Клода Моне. Клод перенесе цей принцип у власну творчість і серії художника «Тополі», «Вокзал Сен Лазар», «Руанський собор» стали своєрідною візитівкою творчості майстра. 1862 року на пленері в Нормандії він зустрінеться з Еженом Буденом, Альфредом Сіслеєм та молодим ще тоді Клодом Моне. Всі вони вважатимуть 43-річного художника-голландця власним наставником. Його запросили дати власні твори на першу виставку імпресіоністів 1874 року, але Йонкінд відмовився.
В 1860-ті роки звернувся до створення офортів. Сюжети звичні для голландця — ковзанярі на льоду каналу, вітряки, порти Голландії. Але графічні твори відбили імпресіоністичні пошуки художника і мали вплив на французьких митців.
Йонкінд не був одружений, але мав громадянську дружину Жозефіну Фессе. Разом із Жозефіною 1878 року він перебрався на житло в маленьке містечко Ла-Котте-Сен-Андре, департамент Ізер. Там працював до власної смерті в 1891 році. Там же відбулось і поховання митця.

## Живопис, вибрані твори
- «Париж, баржі біля Нового мосту», 1850, приватна збірка, США
- «Порт Етрета», 1852
- «Париж, річка Сена, естакада», 1853, Музей красних мистецтв, Анже
- «Вітряк в місті Делфт», 1857,
- «Роттердам», 1856, Міський музей, Амстердам
- «Роттердам», 1857
- «Порт в Роттердамі», 1857
- «Руїни замку Роузмон», 1861, Музей д'Орсе, Париж
- «Набережна Сени», 1862, Музей Бойманса ван Бенінгена, Роттердам
- «Зимовий пейзаж з ковзанярами», 1864, Музей Тейлора, Гарлем
- «Маленький канал вздовж Сени в Медоні», 1865, Державні музеї, Берлін
- «Вітрильник з Норвегії», 1865
- «Роттердам», 1867, Музей Бойманса ван Бенінгена, Роттердам
- «Набережна каналу», 1869, Музей образотворчих мистецтв імені Пушкіна, Москва
- «Церква в Оверші»
- «Париж, баржі біля Нового мосту», 1850, приватна збірка, США
- «Краєвид Монмартра, Париж»
- «Розбирають старі будинки на Рю де Іранк», 1868
- «Захід сонця за церквою в Оверші»
- «Париж, міст», 1874, Музей Мальро
- «Вулиця в Невері», 1874

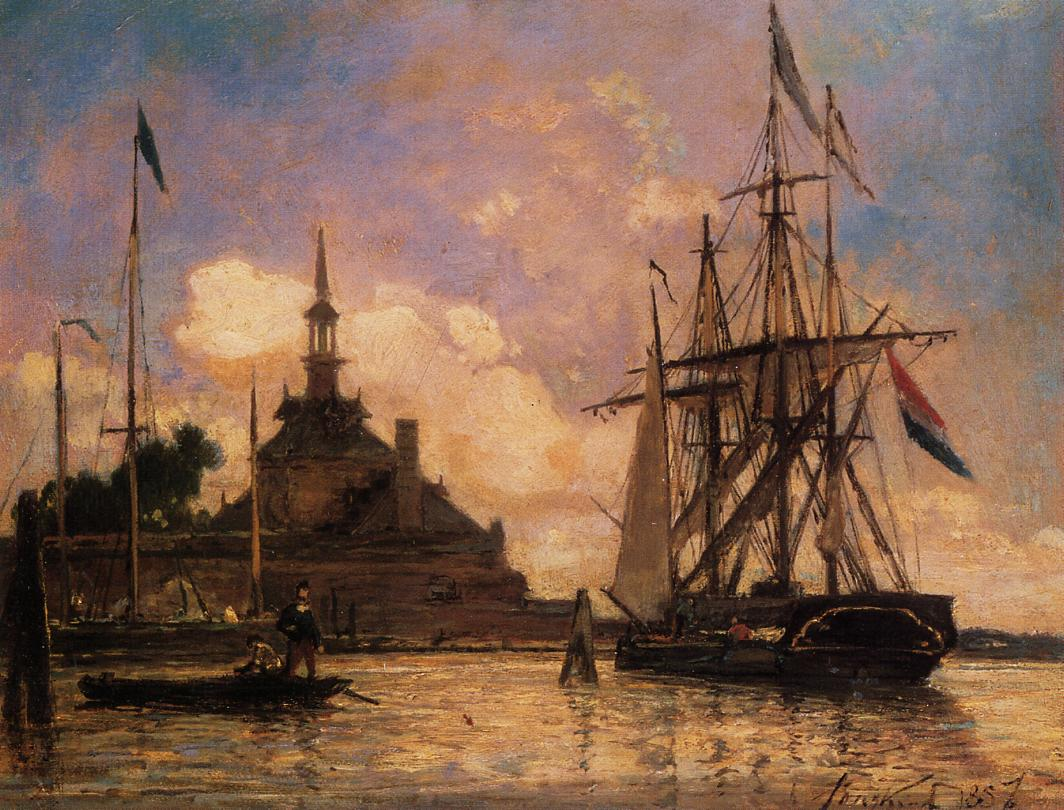
«Порт в Роттердамі», 1857
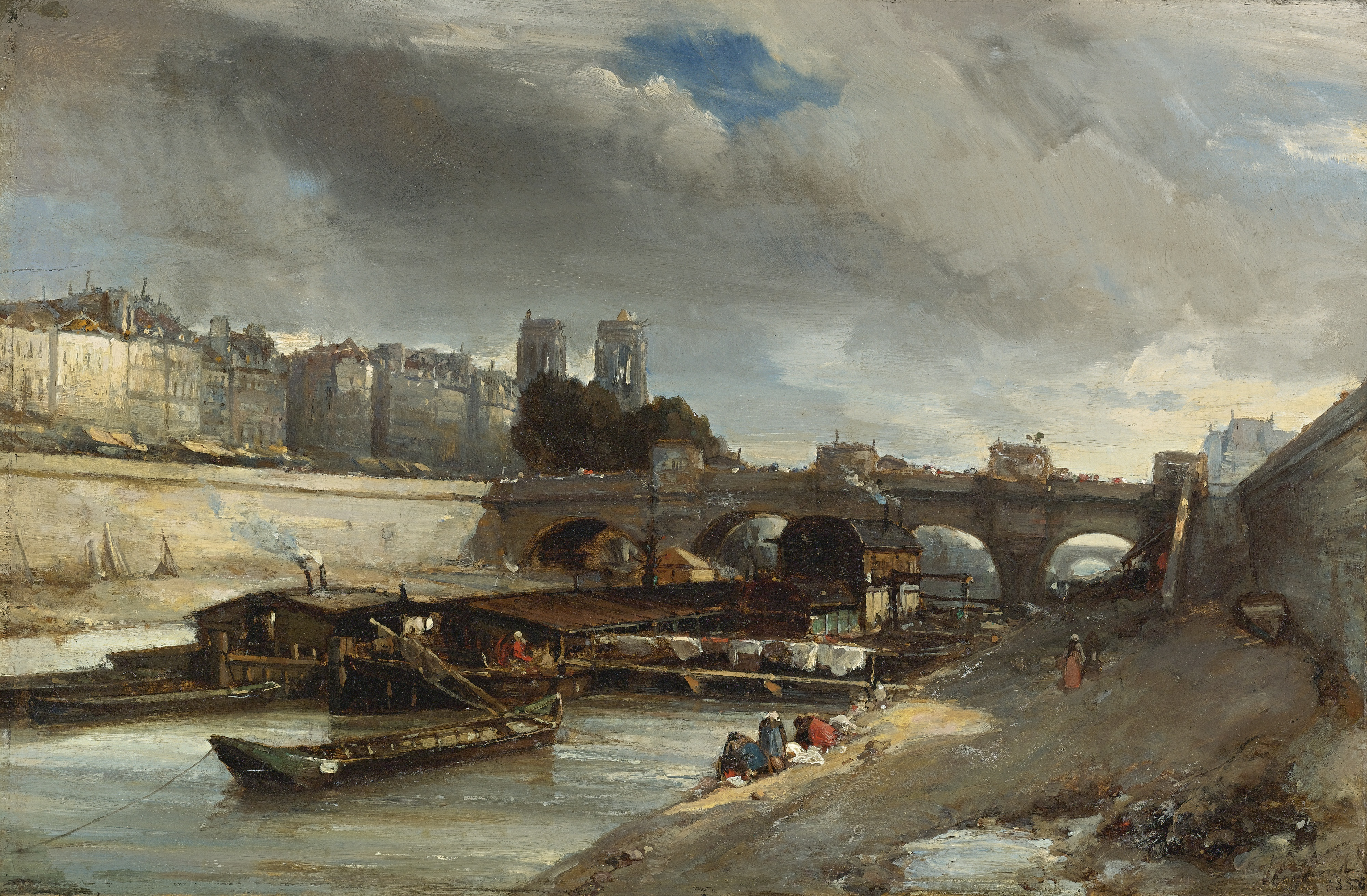
«Париж, баржі біля Нового мосту» 1850
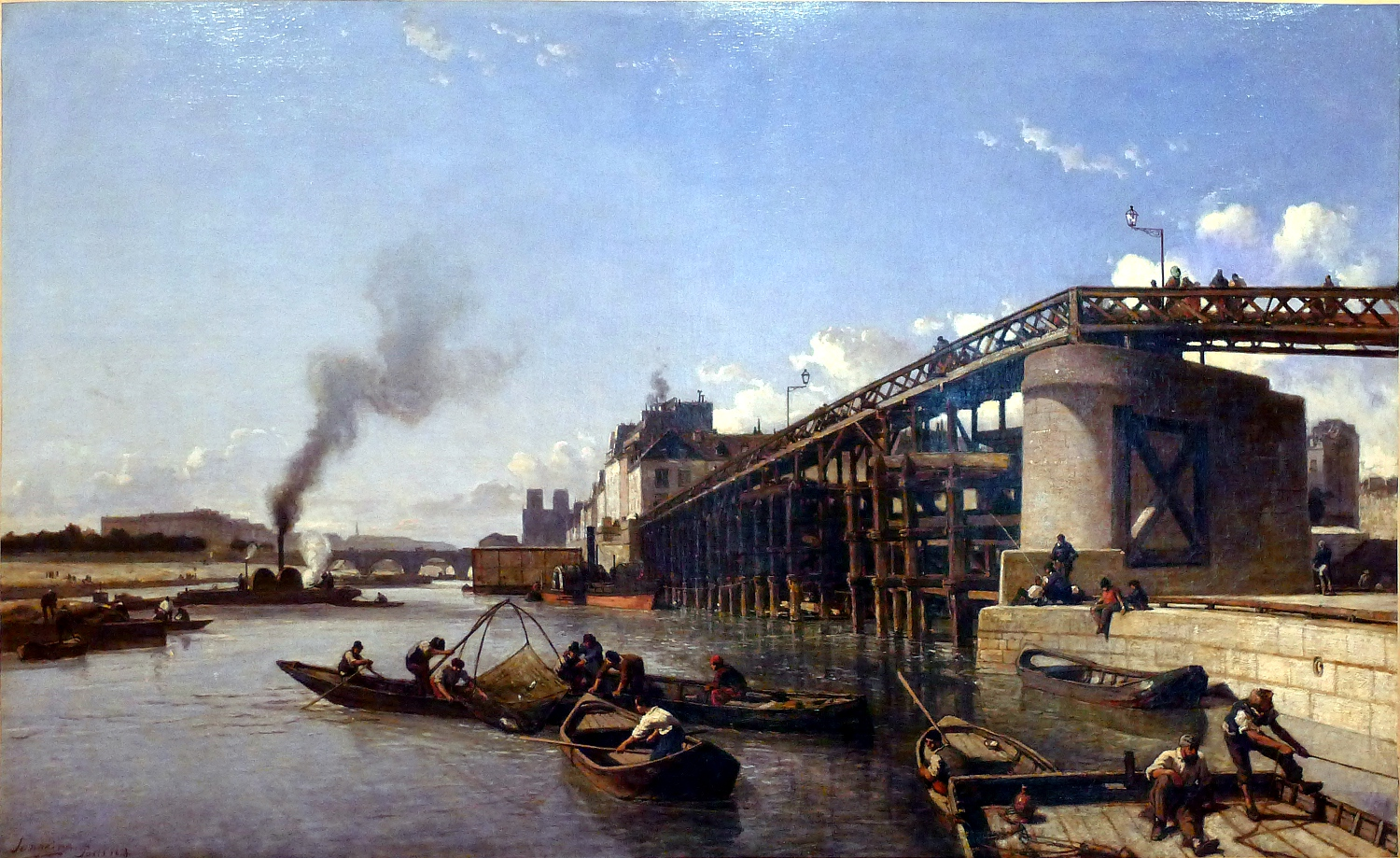
«Париж, річка Сена, естакада»

## Офорти Йонкінда

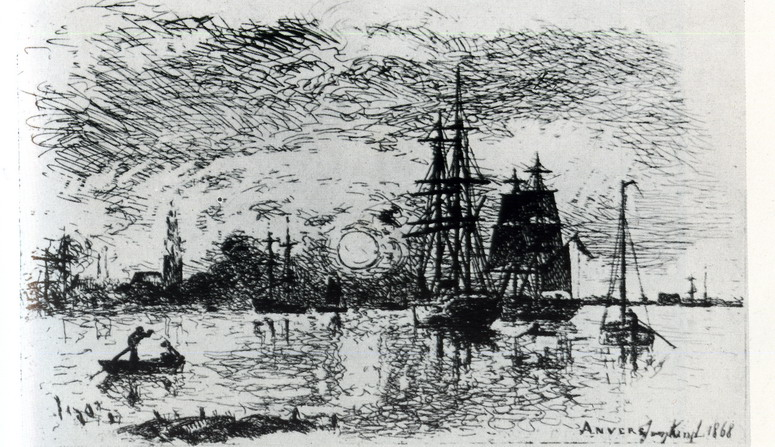
«Захід сонця в порту Антверпена», офорт 1868 р.

Дев'ятнадцяте століття в графіці Франції почалося з повного домінування гравюри-репродукції. Перша третина століття характеризувалась інерцією. Виняток — офорти Гойї «Лихоліття війни», небезпечну сміливість яких розумів і він сам, тому не наважився їх оприлюднювати за життя. Гравюра переживала період стагнації, відкриття Дюрера та Рембрандта, Жака Калло та Джованні Бенедетто Кастільйоне, здавалось, були забуті, а авторитет графіки (як самостійного виду мистецтва) упав неймовірно.
Але два процеси на початку XIX ст. набувають моці — розвиток тонової торцевої гравюри Б'юїка та винахід літографії Зенефельдера. Представники романтизму відразу захопилися літографією, бо техніка мала легкість виконання і зберігала властивості й малюнка, і живописних технік на кшталт однотонної акварелі. До 1850-х років в мистецтві Франції в занепаді опинився і офорт. Всі ці процеси якраз припали на роки навчання й опанування майстерності Йонкіндом.
До техніки офорта несміливо звернулися представники французького реалізму — Франсуа Мілле, Каміль Коро тощо. Дещо пізніше в мистецтві Франції народиться імпресіонізм. Але гонитва за мерехтливими враженнями імпресіоністів ніби вкрай ворожа до техніки офорта — з її культом лінії й малюнка насамперед, монохромністю, своєрідною площинністю. Відомі представники французького імпресіонізму звертались до створення офортів, але для більшості з них він так і залишився чимось схожим на проби, на щось другорядне, вторинне в порівнянні з живописом. Імпресіонізм як художній засіб надзвичайно мало відбився в офорті у творчому спадку Ренуара чи Каміля Піссарро.
Із завданням відтворити імпресіонізм в офорті упорались якраз попередники — Едуар Мане і пейзажист практично другого плану, голландець Йонкінд, що оселився у Франції. Йонкінд залишив всього два десятки офортів, але цього вистачило для якісних змін в ставленні й до офорта, і до насичення їх новим характером — імпресіоністичним. Йонкінд працює хаотичними лініями, що то згущаються, то розчиняються і зникають. Його художня манера швидка, аркуш ніби насичується повітрям, світлом і прозорими тінями, все рухається і ніби дихає, передаючи тремтливу вібрацію, безпосередність враження від краєвиду, за якими так ганялися імпресіоністи. Офорти Едуара Мане фіксували лише окремі пейзажні мотиви, він відмовився від широких панорам Йонкінда. (Офорти Мане створені як світлини до поеми Шарля Кроса «Річковий потік»). Пізніше захоплення офортами наслідував імпресіоніст Альфред Сіслей.